# أولاد عروس2 (عين نزاغ)
أولاد عروس2 هي إحدى مشيخات المملكة المغربية، تتبع جغرافيا لإقليم سطات وإداريًا لعين نزاغ. يقدر عدد سكانها بـ 2694 نسمة حسب الإحصاء الرسمي للسكان والسكنى لسنة 2004.